# 三门狂蛛
三门狂蛛（学名：Zelotes sanmen）为平腹蛛科狂蛛属的动物。在中国大陆，分布于浙江等地。该物种的模式产地在浙江。